# Schoenicola brevirostris
Schoenicola brevirostris là một loài chim trong họ Locustellidae.